# 任天堂スペースワールド
任天堂スペースワールド（にんてんどうスペースワールド、Nintendo Space World）は、かつて任天堂が開催していたコンピュータゲームの展示会。同社と取引の有る問屋による組織・初心会が1989年より東京または千葉で開催していた会員向け展示会を前身とする。
ここでは、任天堂スペースワールドと名乗る前身に関しても記載する。
なお、「スペースワールド」と称しているが、福岡県北九州市八幡東区にかつて存在した遊園地「スペースワールド」とは一切関係ない。

## 沿革
ファミリーコンピュータ・ゲームボーイソフト展示会
1989年11月21日から11月22日の2日間、第1回初心会展として、東京・平和島の東京流通センターで開催
53社が出展
「ドラゴンクエストIV」などファミリーコンピュータ144タイトルを披露
任天堂社長の山内溥は「つまらないソフトが多いため、ユーザーが満足するためにソフトの種類を少なくしてほしい」と講演
パネルディスカッション「ファミコンソフトウェアの今後の展望」に糸井重里、堀井雄二、中村光一、いとうせいこうが出演
スーパーファミコン・ファミリーコンピュータ・ゲームボーイソフト展示会
1990年8月28日から8月29日の2日間、第2回初心会展として、東京・晴海の東京国際見本市会場で開催
72社が出展、うちスーパーファミコンのみは13社、ゲームボーイのみは14社
スーパーファミコンは「スーパーマリオワールド」など17タイトル、ファミコンは「ワギャンランド2」など12タイトル、ゲームボーイは「ソロモンズ倶楽部」など10タイトルを披露
山内は「年末商戦と来年の市場展望」について、タイトル数の厳選とユーザーが満足するための独創性が必要と講演
ファミコン・スペースワールド
1991年4月24日より5月6日までの13日間、第3回初心会展として、千葉・幕張メッセで開催
58社が出展
148タイトルを披露。内訳はスーパーファミコンは「ファイナルファンタジーIV」など29タイトル、ファミコンは「くにおくんの時代劇だよ全員集合」など71タイトル、ゲームボーイは「聖剣伝説」など48タイトル
山内による講演はなし
ファミコン・スペースワールド92
1992年8月26日から8月27日の2日間、第4回初心会展として、東京・晴海の東京国際見本市会場で開催
67社が出展
スーパーファミコンは「ドラゴンクエストV」など137タイトル、ファミコンは「ワギャンランド3」、「ロックマン5」など50タイトル、ゲームボーイ51タイトルを披露
山内は「コンピューターゲーム市場展望」について、スーパーファミコンと組み合わせられるCD-ROMのゲームなどについて講演
ファミコンスペースワールド93
1993年8月24日から8月26日の3日間、第5回初心会展として、東京・晴海の東京国際見本市会場で開催
80社が出展
スーパーファミコンは202タイトル、ファミコンは14タイトル、ゲームボーイ44タイトルを披露。26日には特設ステージで、テレビ東京「スーパーマリオクラブ」の収録も行われた。
山内は「ビデオゲーム市場の展望と任天堂の経営戦略」で「Project Reality」構想（後のNINTENDO 64）に関して講演
第6回初心会ソフト展示会
1994年11月15日から11月16日の2日間、第6回初心会展として、東京・晴海の東京国際見本市会場で開催
スペースワールドは開催されなかった
72社が出展
235タイトルを披露。内訳はスーパーファミコンは「スーパードンキーコング」など216タイトル、ファミコンは1タイトル、ゲームボーイ18タイトル
山内の講演はなく、代わりに挨拶状で、64ビット機は次回の初心会展で披露すること、バーチャルボーイはTVゲームとは異なる娯楽を提供するものであることを説明
ファミコンスペースワールド95
1995年11月24日から11月26日の3日間、第7回初心会展として、千葉・幕張メッセで開催
58社が出展
NINTENDO64は30タイトル、スーパーファミコンは「ドラゴンクエストVI」など122タイトル、ゲームボーイは10タイトル、バーチャルボーイは18タイトルを披露
山内は「TVゲーム市場の展望」でバーチャルボーイが低迷している点、NINTENDO64は鋭意開発中な点、駄作が増えており、独創的で未体験の楽しさが求められている点などを講演
ニンテンドウ64スペースワールド
1996年11月22日から11月24日の3日間、第8回初心会展として、千葉・幕張メッセで開催
27社が出展
NINTENDO64は37タイトル、スーパーファミコンは24タイトル、ゲームボーイは17タイトルを披露
64DDを披露
特別カンファレンス「ハード、ソフトから見た"ゲームは変わる"を考える」ではNINTENDO64に関して、カートリッジ方式であることの必要性などが語られた。出演者は宮本茂、竹田玄洋、富士本淳、長江勝也、岩田聡、平林久和
ニンテンドウスペースワールド97
1997年11月21日から11月23日の3日間、千葉・幕張メッセで開催
この年の2月に初心会が解散したことから、この回より主催が任天堂となった
20社が出展
NINTENDO64は40タイトル、海外から6タイトルが披露、ゲームボーイは「ポケットモンスター」関係のソフトなど、64DDは4タイトルを披露
64DDの発売延期を発表
「ポケットモンスター」の幻のポケモン・ミュウのデータ配布が人気を集め、10万9千人が集まったとされる。
山内は「エンタテインメント市場の展望」でNINTENDO64は海外で評価高く、国内で評価低いのはTVゲームの市場の低迷が問題であり、質の低いゲームが多く、質の高いゲームを増やす必要がある点、これからのゲームは育成・交換・収集・追加がキーワードになる点、映画のようなグラフィック・大容量などは前途がない点を講演
1998年は開催されず
ニンテンドウスペースワールド99
1999年8月27日から8月29日の3日間、千葉・幕張メッセで開催
スペースワールド2000
2000年8月25日から8月27日の3日間、千葉・幕張メッセで開催
8月24に任天堂新製品発表会レポートでニンテンドー ゲームキューブを発表を2001年7月に、ゲームボーイアドバンスを2001年3月21日に出荷することを発表
ゲームボーイアドバンス、ゲームボーイカラー、NINTENDO64用のソフトを披露
ニンテンドウスペースワールド
2001年8月24日から8月26日の3日間、千葉・幕張メッセで開催
8月23日にゲームキューブに関する記者会見を行う
ゲームキューブ、ゲームボーイアドバンス、ゲームボーイカラー用のソフトを披露
2002年以降は開催されていない。
2004年11月に名古屋・大阪・東京・札幌・福岡の順で開催されたニンテンドーDS体験イベント「ニンテンドーワールド Touch! DS」及び2006年11月に名古屋・大阪・千葉で開催されたWii体験イベント「Nintendo World 2006 Wii体験会」が事実上の後継イベントとなった。